# Schloss Börnicke

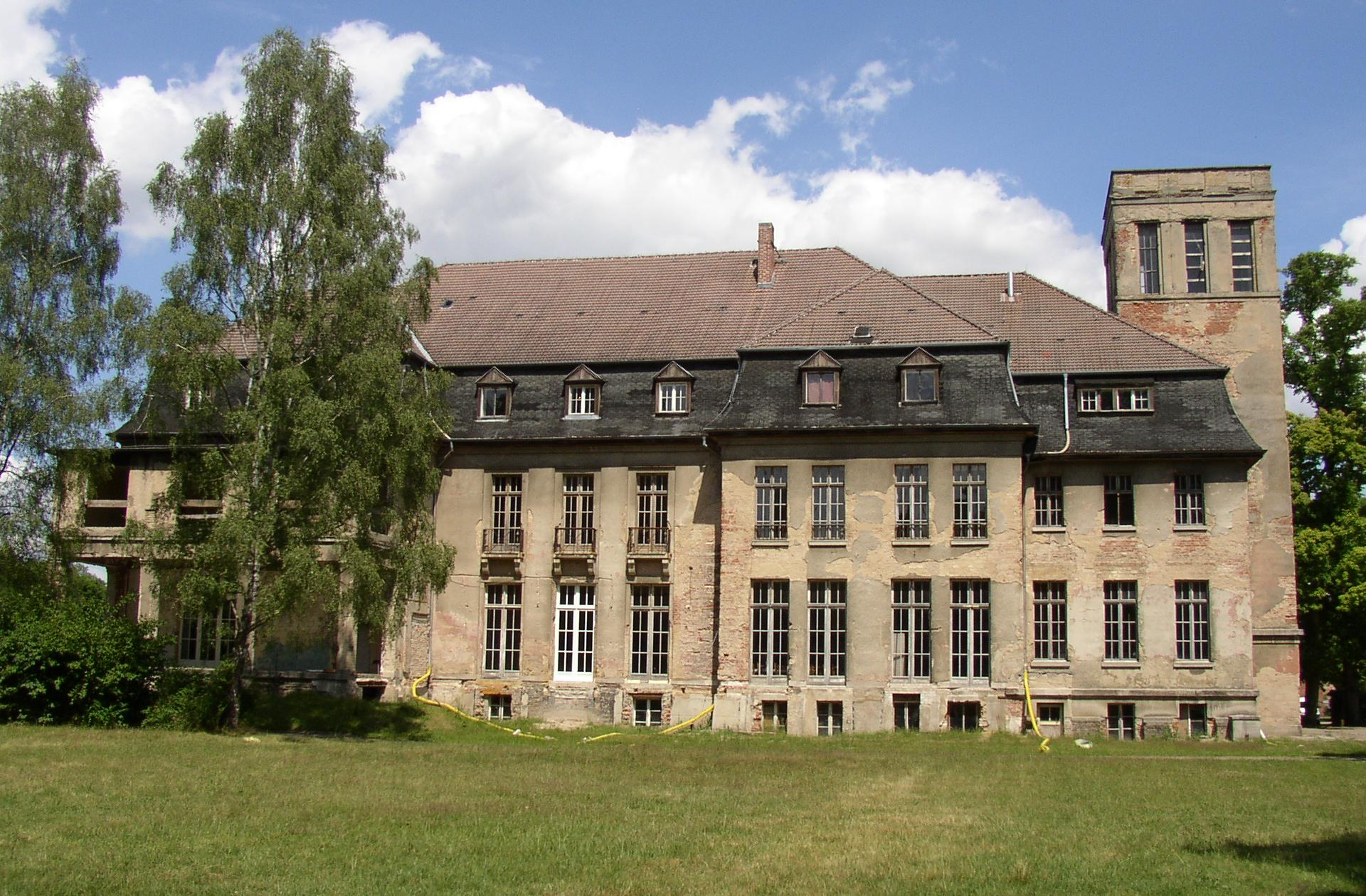
Schloss

Das Herrenhaus Schloss Börnicke befindet sich in Börnicke, einem Ortsteil von Bernau im Land Brandenburg.

## Schlossanlage
Die großzügige Schlossanlage nebst Park und einem kleinen See mit Insel entstand von 1909 bis 1911 im zeitgemäßen Stil des Neoklassizismus im Zusammenspiel des Architekten Bruno Paul und des Bauherrn Paul von Mendelssohn-Bartholdy. Das Gebäude bildet ein repräsentativer zweigeschossiger Putzbau mit Mansarddach und symmetrischem Hauptbau, Turm und Verbindungsflügel.

## Schloss

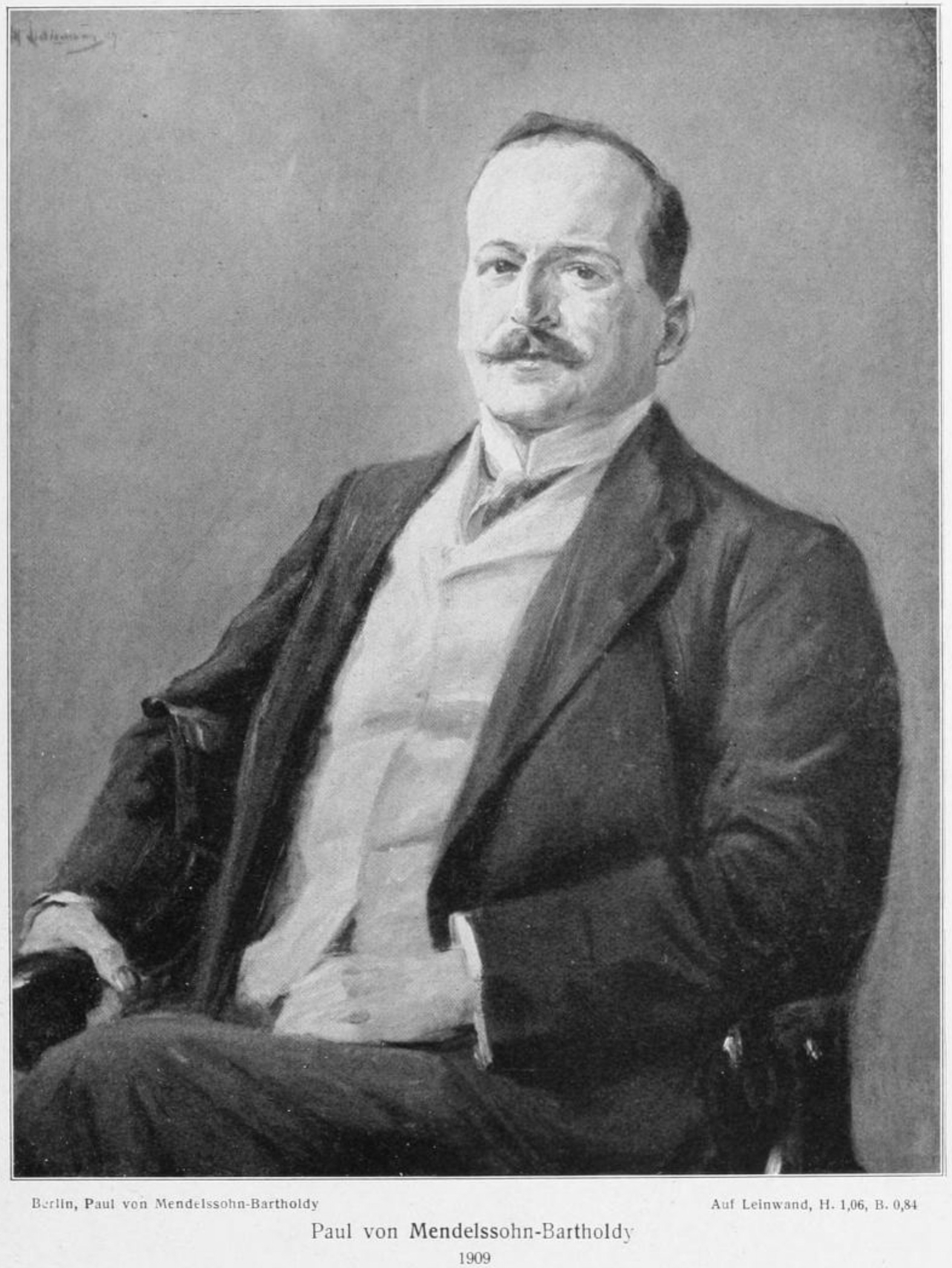
Paul von Mendelssohn Bartholdy, Ölgemälde von Max Liebermann, 1909

Das Herrenhaus Schloss Börnicke entstand um 1751 und wurde um erstmals 1850 umgebaut. Der Besitz hatte 1879 eine Größe von 1122 ha. 1909 beauftragte der Bankier Paul von Mendelssohn-Bartholdy das Atelier Bruno Paul mit dem Umbau des Gebäudes, da er es als Sommerwohnsitz nutzen wollte. Mendelssohn-Bartholdy nutzte Schloss Börnicke bis zu seinem Tod 1935, zunächst in erster Ehe mit seiner Frau Charlotte, geb. Reichenheim, dann mit seiner zweiten Frau Elsa Lucy Emmy Lolo, geb. von Lavergne-Peguilhen. Im Jahr 1936 wurde es „arisiert“ und als Erholungsheim genutzt.
Im Jahr 1945 zogen Mitglieder der schweizerischen Botschaft aus Berlin ins Schloss, da sie sich vor dem Bombenkrieg in Berlin schützen wollten. Im April 1945 richtete die Rote Armee im Schloss ein Lazarett ein. Im Zusammenhang mit der Bodenreform übernahm die KPD Schloss und Gut. Wilhelm Pieck verbrachte dort oft seine Freizeit. Dann wurde Schloss Börnicke zum Ferienheim „1. Mai“, 1967 schließlich zum Heim für behinderte Kinder. Im Jahr 1992 wurde das Heim bzw. die Schule geschlossen.
Im Jahr 2003 wurde das Schloss an die Schloss Börnicke gGmbH, Brigitte Schulenburg und Uwe Hamann verkauft. Mit dem Berliner Architekten Rupert Stuhlemmer sowie der Stadt Bernau plante sie den Wiederaufbau der Schlossanlage Börnicke. Mittelpunkt der Bauplanung war die Errichtung des Brandenburgischen Automobilmuseum Schloss Börnicke. Das teilweise baufällige Gebäude wurde wieder begehbar gemacht und für Veranstaltungen geöffnet. Der im Jahr 2003 gegründete Förderverein Schloss und Gutshof Börnicke e. V. unterstützt den Wiederaufbau durch zahlreiche Veranstaltungen, Führungen und Förderprojekte.

## Schlosspark

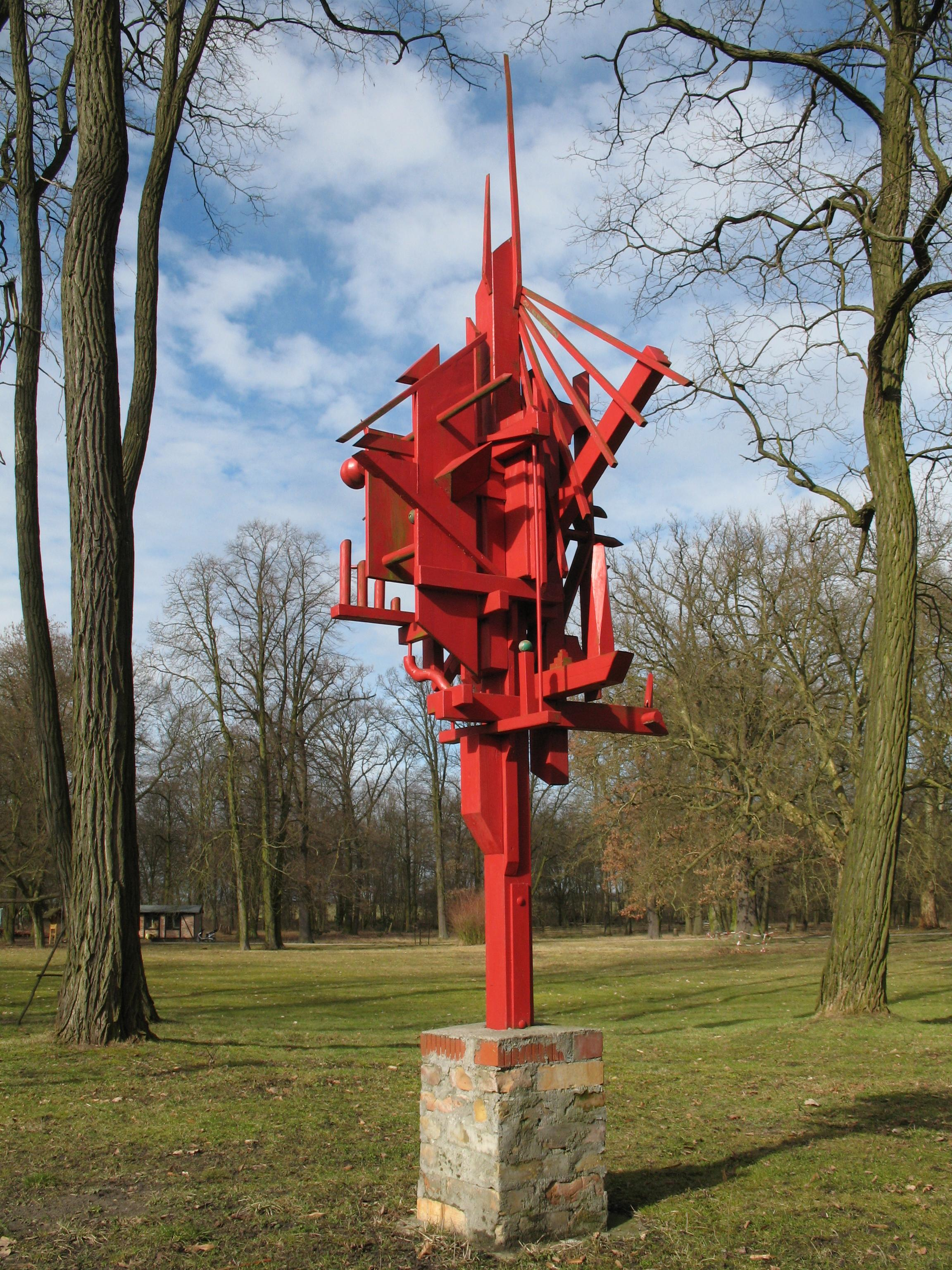
„Tre Colori Uno“ im Schlosspark

Der Landschaftspark stammt aus der zweiten Hälfte des 19. Jahrhunderts. Er ist im nordöstlichen Teil durch einen großen Teich geprägt. Der Park war mit einem Netz zahlreicher sich schlängelnder Wege erschlossen, die immer wieder neue Ansichten zum Teich zuließen. Das Schloss wurde von streng geometrischen Gärten eingefasst. An die Terrasse der Südwestseite schloss sich eine große von doppelten Buchsbaumhecken umfasste Rasenfläche an. Der Architekturgarten und der Landschaftspark wurden hier als eine Einheit begriffen. Der architektonische Teil übernahm die Funktion der Terrassen und Rasenflächen sowie der Sondergärten wie Blumenzier- und Heckengarten. Der Landschaftspark mit Bootshaus und Tennisplatz – die heute nicht mehr erhalten sind – hatte die Rolle des Spiel- und Sportbereiches.

## Gutshof und Anlage

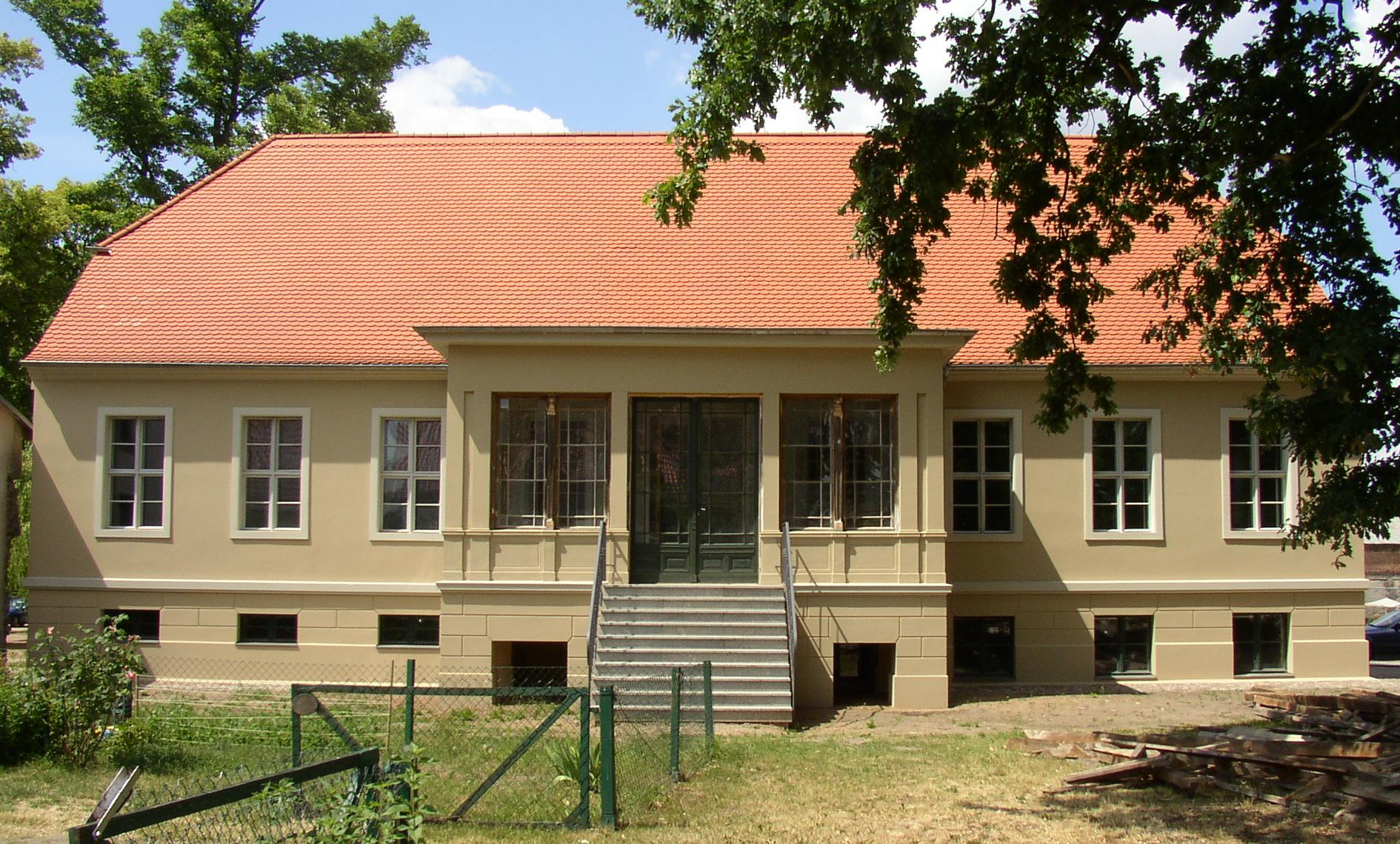
Gutshaus

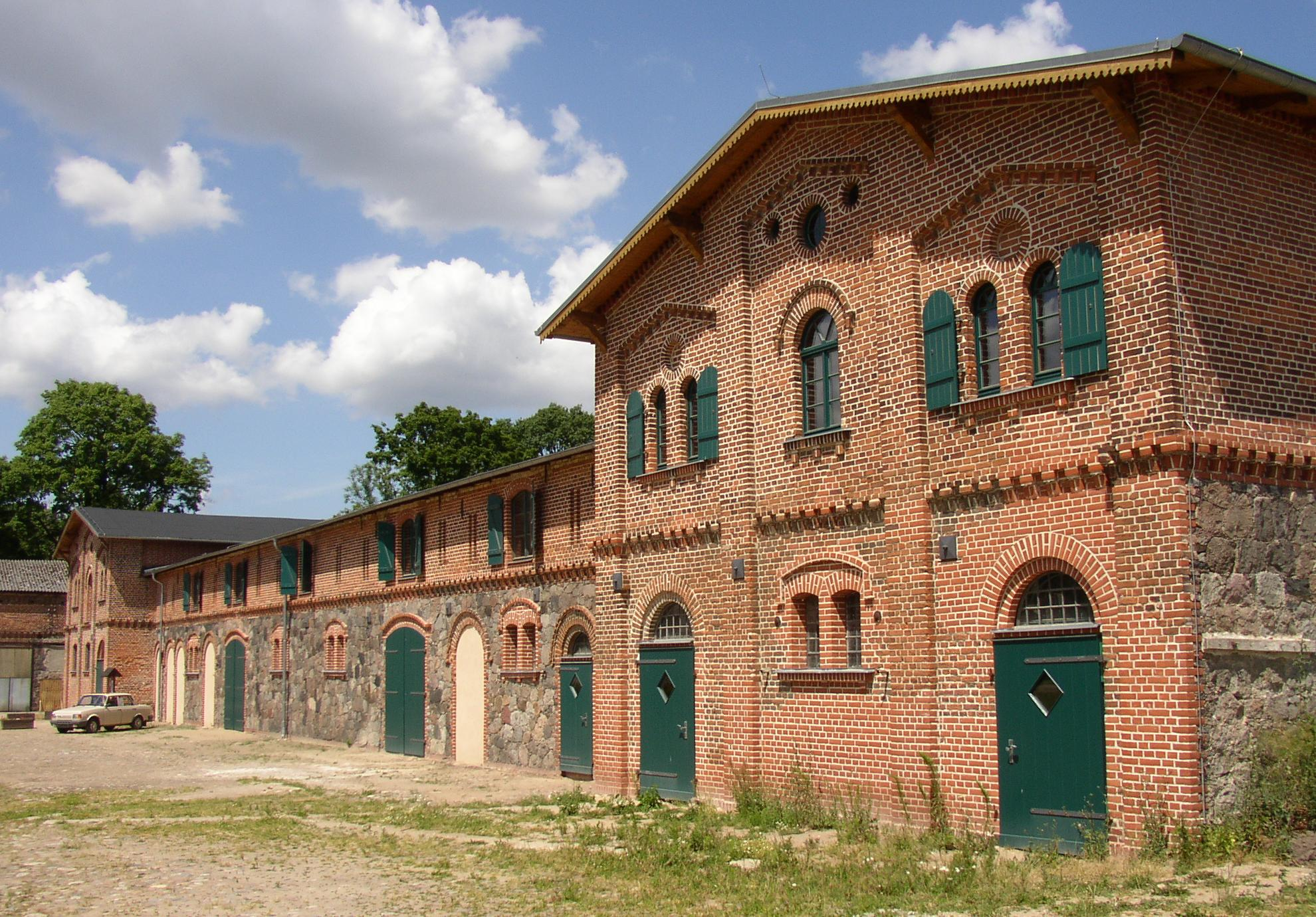
Ehemaliger Pferdestall

Das Rittergut Börnicke hatte vor 1900 eine Größe von 1105 ha Land. Die umfangreichen Wirtschaftsgebäude, Gutshaus, Ställe, Scheunen und Schnapsbrennerei stammen aus der Zeit vor 1909 – schätzungsweise aus den Jahren 1870/80. Das Gutshaus selber könnte vielleicht in noch früherer Zeit entstanden sein und verfügt über eine klassizistische Putzfassade. Der landwirtschaftlich genutzte Teil ist räumlich leicht vom Schlossbau getrennt. Er besteht aus zwei unterschiedlich großen Vierseitenhöfen – einem kleinen Hof direkt an der Straße gelegen und einen sehr großen dahinter liegenden Hof. Beide Höfe sind mit Kopfstein gepflastert. Die Stallungsgebäude bestehen in der ortstypischen Bauweise aus Feld- und Ziegelsteinen. Kurz vor der großen Wirtschaftskrise 1929 betrug die Fläche des Gutes nach dem letztmals publizierten Landwirtschaftlichen Adressbuch 1032 ha und wurde durch den Verwalter F. W. Schmidt geführt. Die größte Einnahmequelle war die Milchviehwirtschaft.
Das Automobilmuseum Schloss Börnicke veranstaltete zeitweise Ausstellungen in den ehemaligen Stallungen. Ausrichter war der Verein Brandenburgisches Automobilmuseum Schloss Börnicke e. V.